# Manhušský rajón
Manhušský rajón (ukrajinsky Мангушський район, do roku 2016 Peršotravnevský rajón, ukrajinsky Першотравневий район) byl rajón v Doněcké oblasti na Ukrajině. Hlavním městem byl Manhuš a rajón měl přibližně 27 tisíc obyvatel. 

## Sídla v rajónu
- Jalta
- Manhuš